# Iglesia de San Nicolò l'Arena

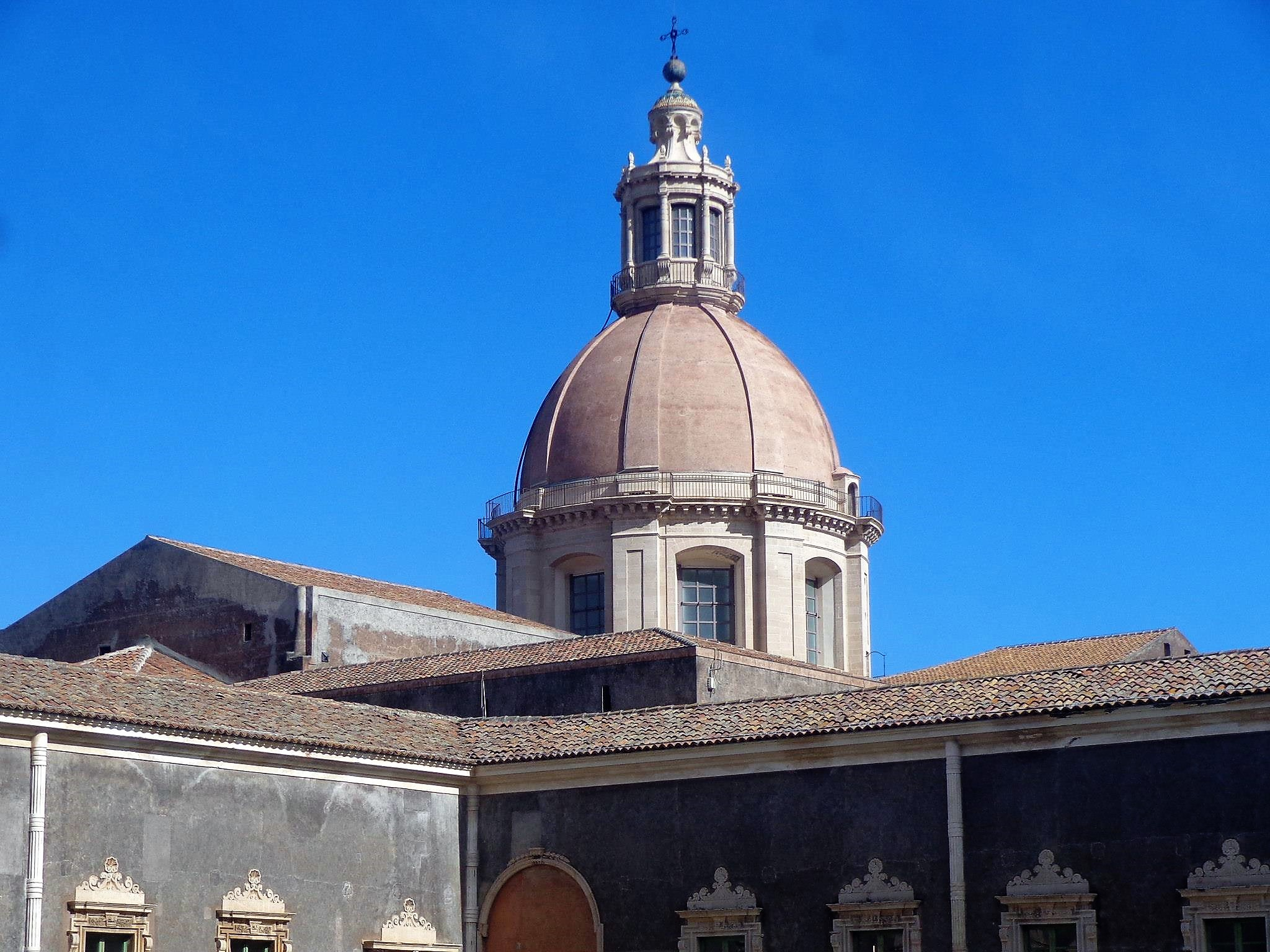
Cúpula vista desde el Claustro Oriental.

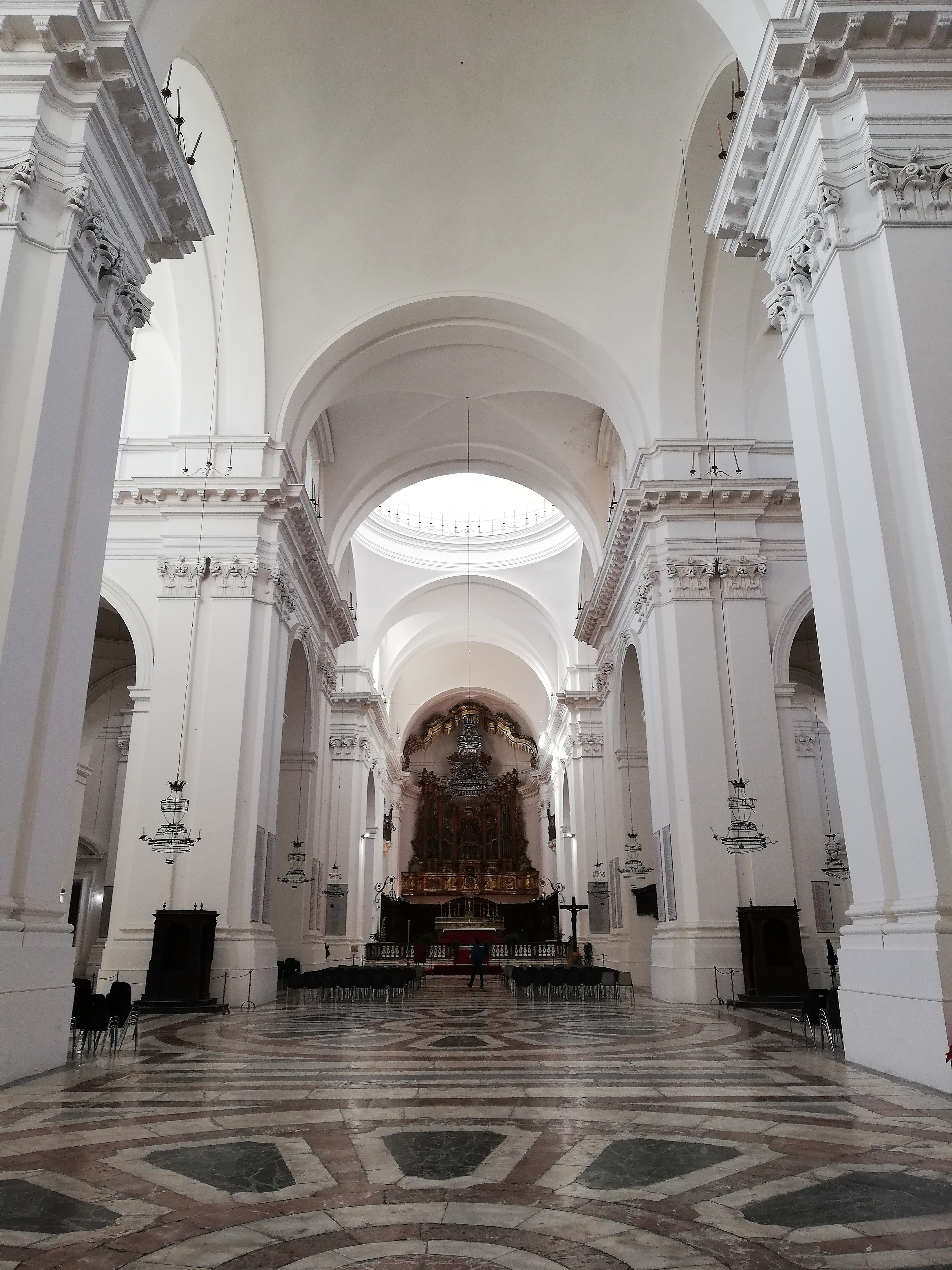
Nave.

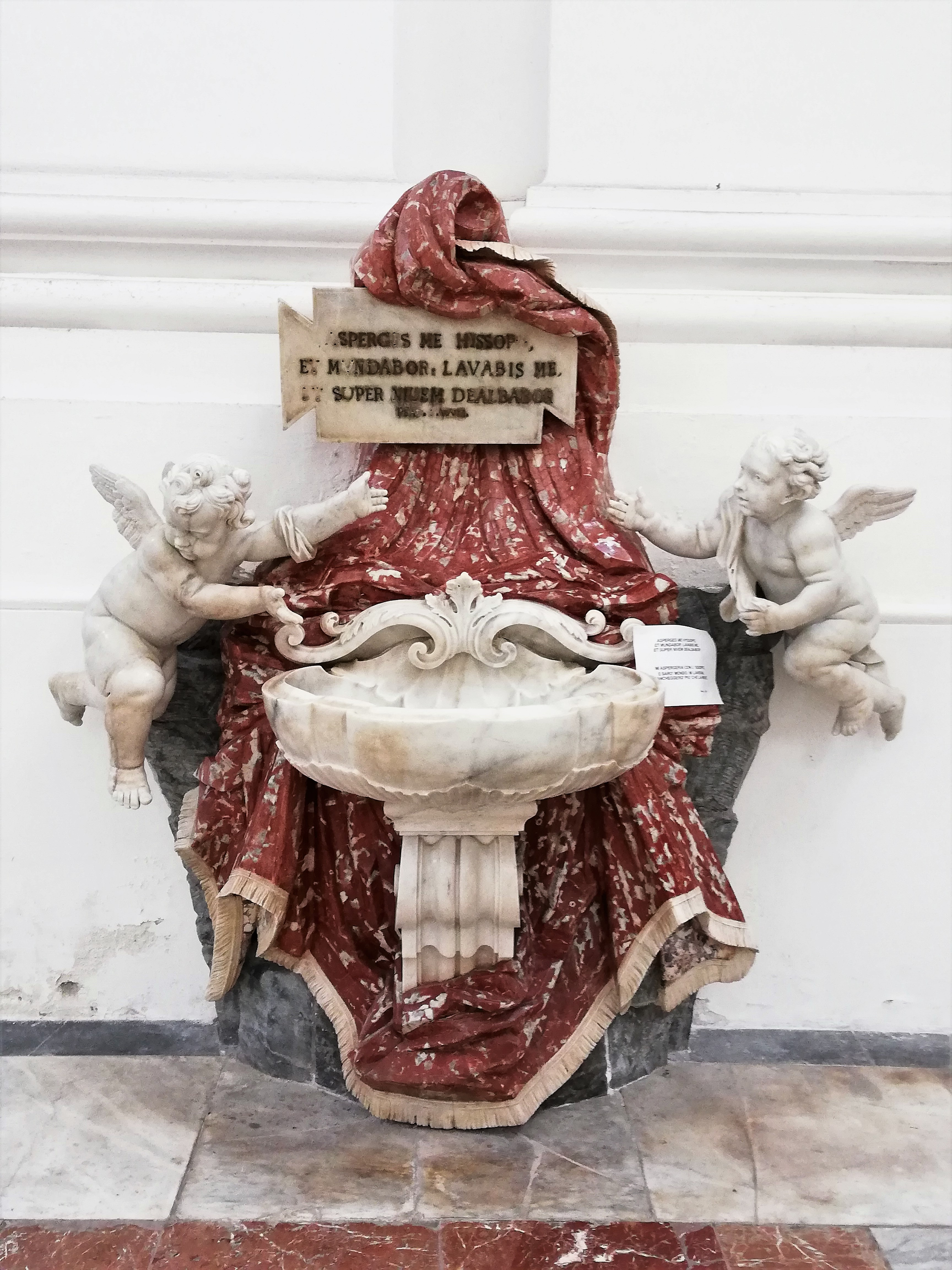
Pila de agua bendita.

La iglesia de San Nicolò l'Arena en Catania es un edificio de culto católico, ubicado en Piazza Dante. Con 105 metros de largo y 48 metros de ancho en las naves y aproximadamente 71 metros en el crucero, con una altura máxima de aproximadamente 66 metros en la cúpula, es uno de los edificios de culto católico más grandes y altos de Sicilia, con el mirador panorámico abierto al público más alto de Catania. Recientemente reabierta al público, la iglesia se ha convertido (junto con el monasterio benedictino adyacente) en la atracción turística más importante de Catania (junto con el Duomo, el teatro Massimo Bellini y el Castillo Ursino). Su construcción se remonta a la erupción del Etna en 1669 y reemplazó a un templo renacentista más antiguo.
La iglesia es también un santuario militar y alberga los cuerpos de varios soldados de Catania caídos en las dos guerras mundiales.

## Etimología
El primer templo erigido por los benedictinos en Catania se tituló Sancti Nicolai de Arenis, literalmente San Nicola dell'Arena, luego transliterado al nombre actual, y se inspira en la devoción de los monjes por San Nicola di Bari y en la tierra llamada arena roja que caracterizó el primer complejo monástico construido en Nicolosi, de donde procedieron los monjes que fundaron el grandioso Monasterio de San Nicolò l'Arena el 28 de noviembre de 1558. La arena roja de la campiña nicolosita procede de la quema de la tierra a altas temperaturas, cocida por la lava durante la erupción y conservada por ella. Sus características lo convierten en un excelente elemento constructivo, explotado en la arquitectura del Etna hasta el siglo XX.

## Historia

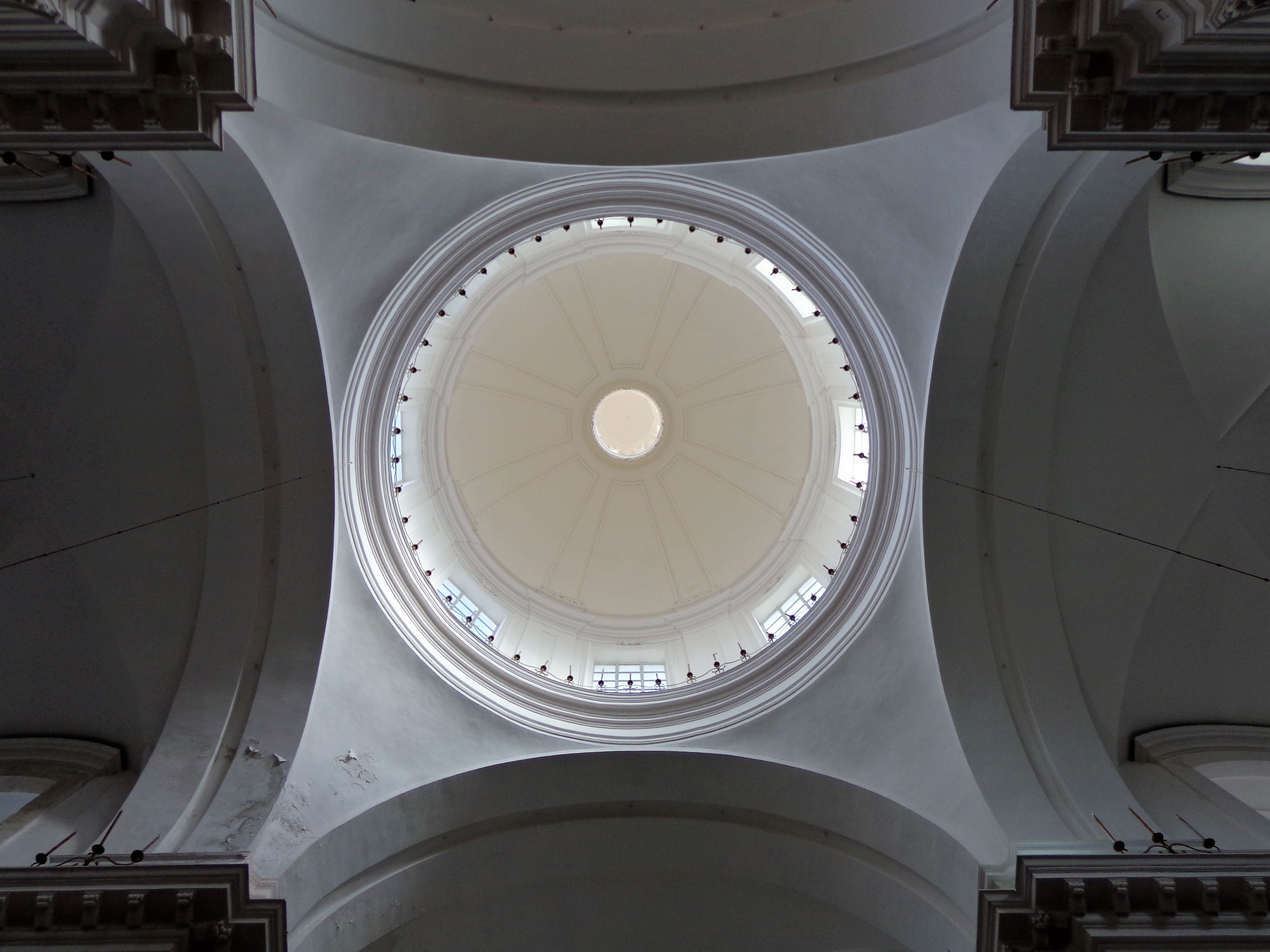
Cúpula.

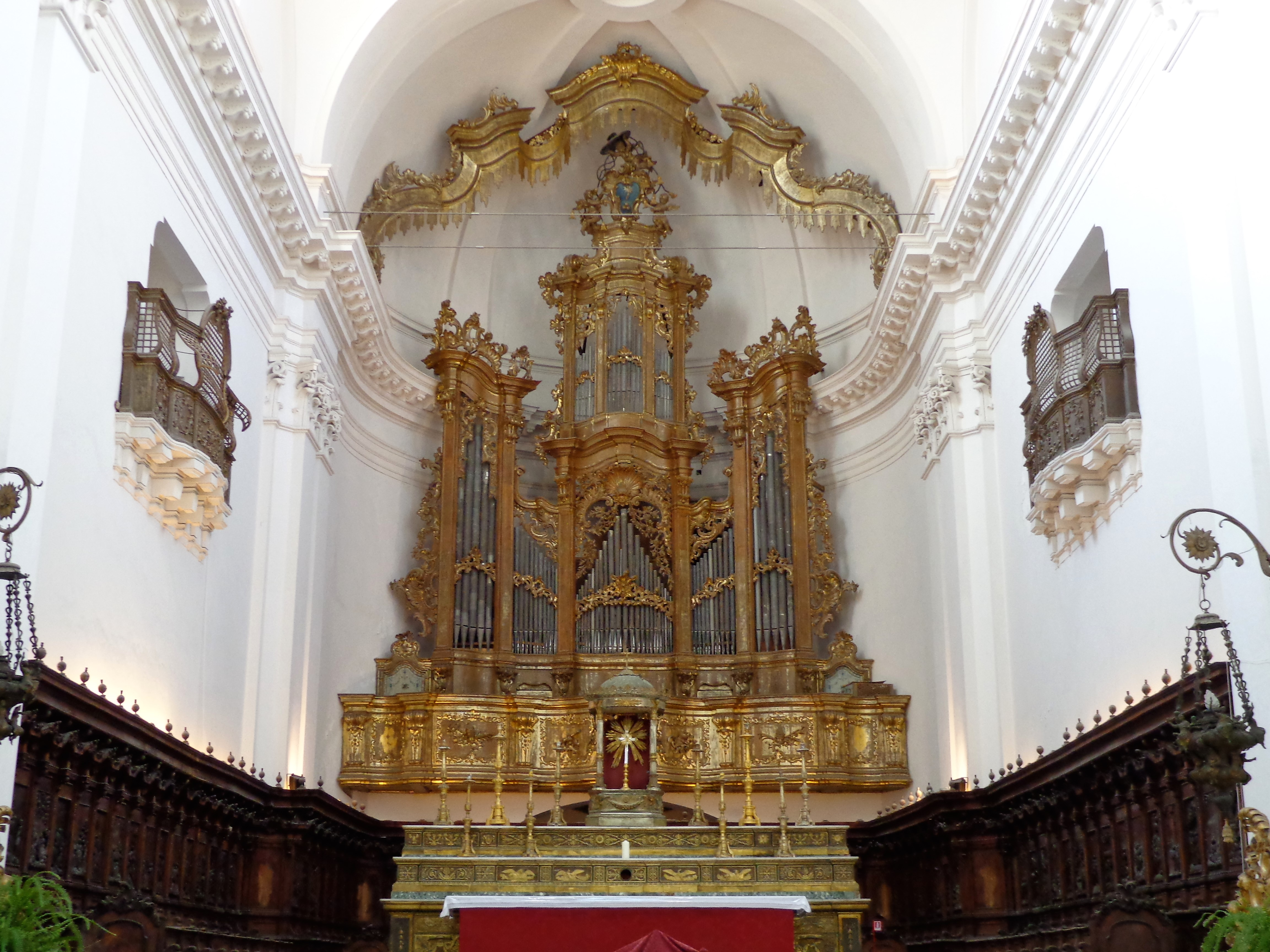
Presbiterio.

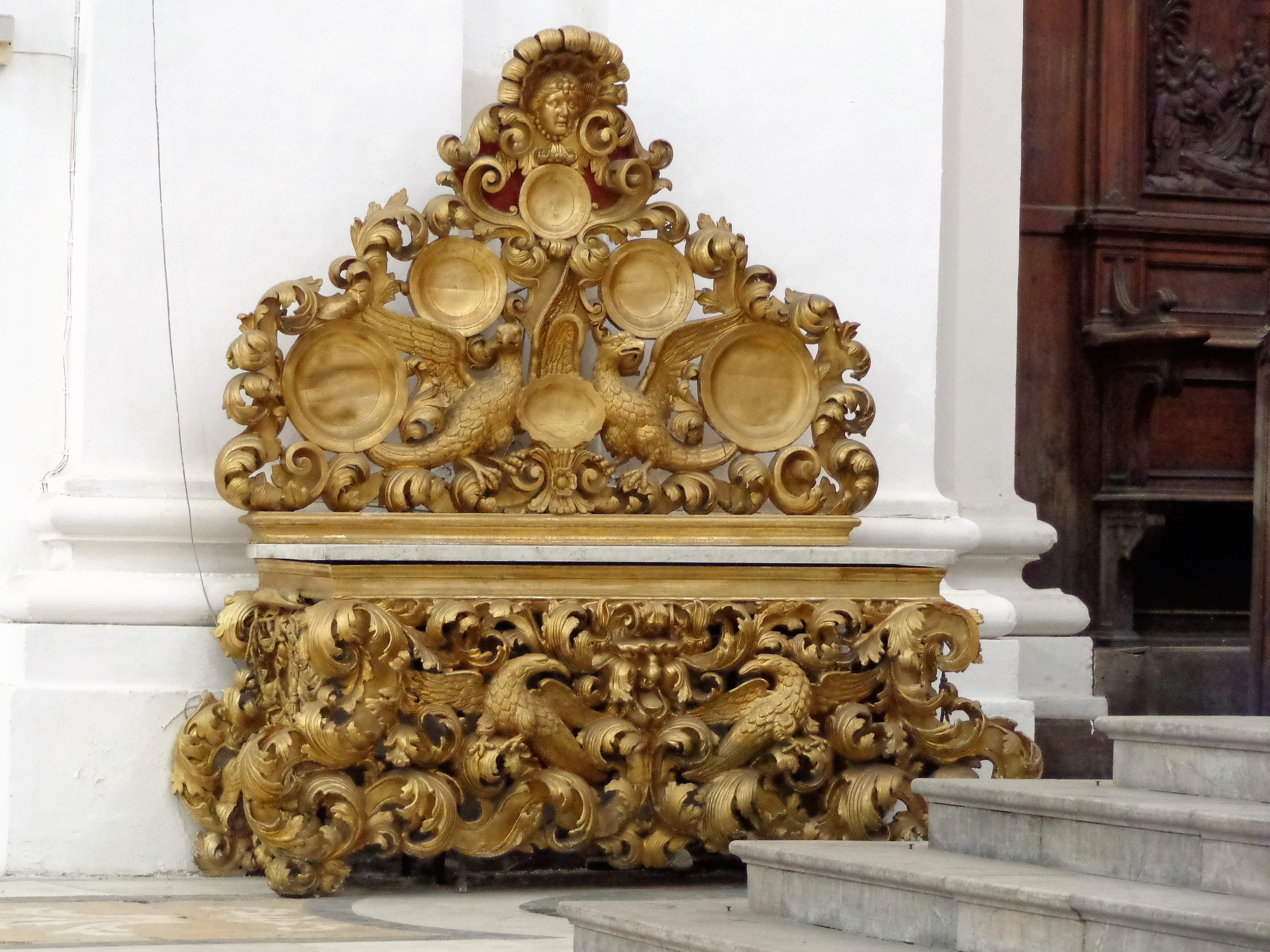
Banco.

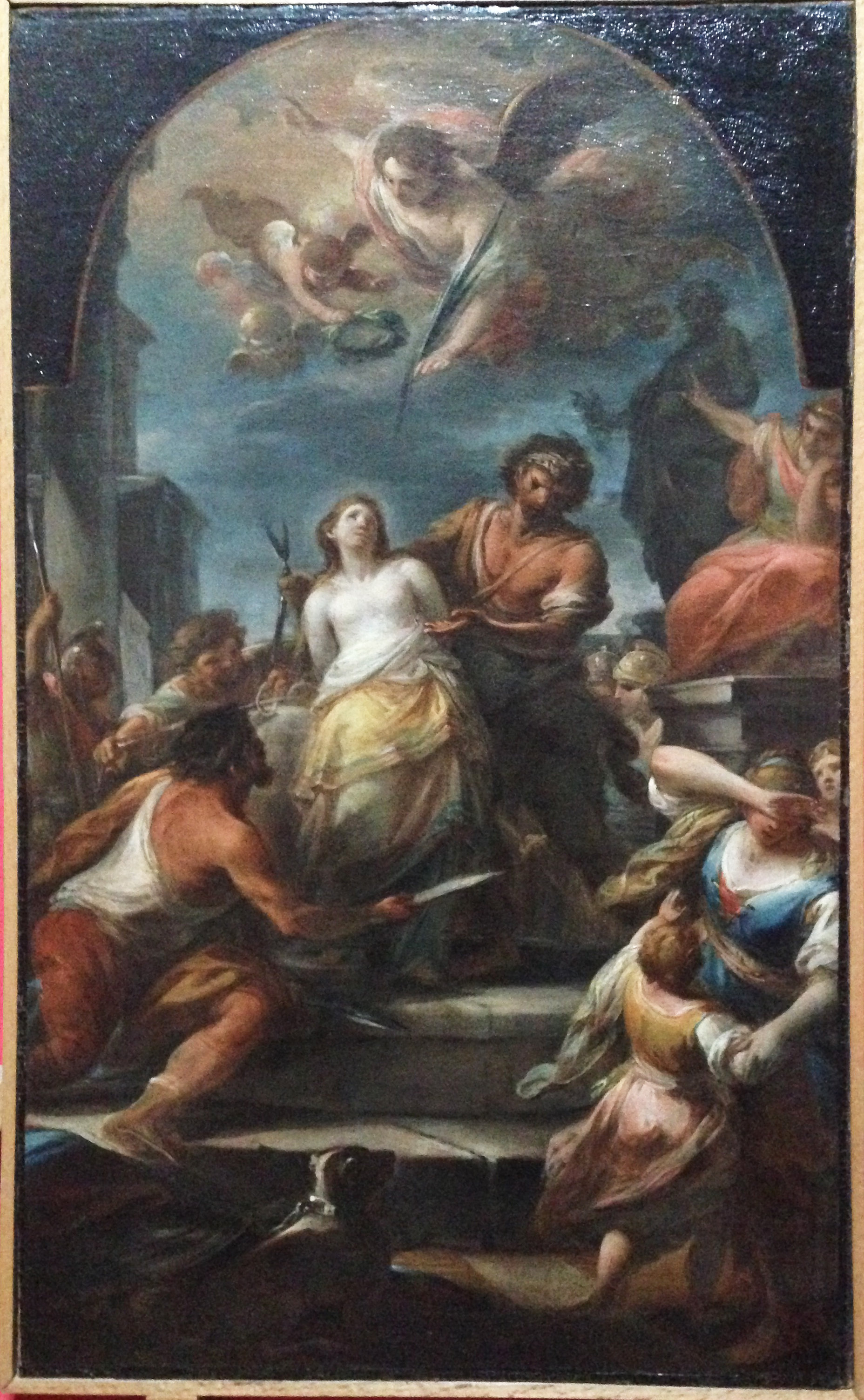
Martirio de Santa Águeda.

### Orígenes
En época bizantina, Plácido, discípulo de San Benito, fue enviado a administrar las doce granjas sicilianas de la Orden Benedictina donadas por su padre Tértulo. La primera institución benedictina documentada en la zona de Catania es el monasterio de San Vito en las laderas del Etna, institución repoblada con religiosos procedentes de la abadía de Santa María de Sant'Eufemia en Calabria.

### Época normanda - suaba - aragonesa
En 1136 Enrique el Normando, conde de Policastro, donó la iglesia de San Leone en Pannacchio. En 1150 los religiosos recibieron de Simone, hijo de Enrico, la iglesia de San Nicolò l'Arena di Nicolosi con el hospicio anexo, viñedos, pastos y tierras. En 1156, por orden de la condesa Andalizia, se construyó el monasterio en el distrito de Ruvolo Grosso, en el territorio de Biancavilla. En 1160, a instancias del conde Simone del Vasto, se fundó el monasterio de Santa María de Licodia. En 1358 los monjes de San Leone se unieron a los monjes de San Nicolò l'Arena. Después de otros dos siglos, los religiosos decidieron regresar dentro de las murallas fortificadas de la ciudad, que eran más seguras.

### Era española
De la primitiva estructura del siglo XVI, inaugurada en 1578 en presencia del virrey Giovanni Della Cerda, hay noticias esporádicas y apenas una mención en la vista de Catania de la época, firmada por Pierre Mortier, en la que se puede Basta ver un grupo de casas pobres en el sitio de Cipriana, sede de la antigua Giudecca de Catania y desde 1553 propiedad de los monjes nicolasitas. La antigua iglesia presumiblemente estaba dedicada a San Nicola di Bari, como el monasterio medieval de San Nicolò l'Arena en Nicolosi y como el posterior en Catania.
En 1669, la estructura sufrió la erupción del Etna que azotó el lado occidental de la ciudad, atravesando las puertas cívicas y golpeando los baluartes, incluido el Bastión del Tíndaro, que pasó a ser propiedad de los benedictinos. La iglesia fue reconstruida más al sur del sitio original, a poca distancia del borde del flujo, a partir de 1687 según un diseño del arquitecto romano Giovanni Battista Contini (1641-1723).
El proyecto revela las intenciones funcionales y celebrativas de la orden. Por un lado, de hecho, la enorme superficie que ocupaba el edificio religioso debía servir para acoger al mayor número posible de fieles durante las fiestas religiosas, especialmente la del Santo Clavo, en septiembre; por otro, la grandeza y monumentalidad del templo debían poner de relieve el poder y la riqueza alcanzados por el monasterio catanés, ya atestiguado por el suntuoso claustro renacentista inaugurado en 1608. El ejemplo en el que inspirarse para realizar todas estas premisas fue la Basílica de San Pedro en Roma, que obviamente no podía dejar de ser un arquitecto romano como Contini, alumno de Carlo Fontana y Gian Lorenzo Bernini, además de príncipe de la Academia.
En 1693 la fábrica fue interrumpida por el violento terremoto que azotó el sureste de Sicilia y durante casi treinta años el monasterio permaneció sin iglesia principal, ya que estaba previsto trasladar la sede del templo a la colina de Montevergine, considerada un lugar más adecuado. también por su importancia histórica. En 1730 se reanudó la obra de Cipriana, y a partir de esa fecha se convirtió en la eterna obra de la ciudad en la que trabajaron Andrea y Antonio Amato, Francesco Battaglia, Stefano Ittar, Carmelo Battaglia Santangelo.
Stefano Ittar, que reemplazó a su suegro Francesco Battaglia después de que la nave derecha sufriera algunos fallos estructurales en 1755, fue responsable de la elevación de la gran cúpula en la intersección de la nave y el crucero en 1780.
La fachada del edificio, que entretanto cambió de diseño cinco veces hasta el diseño final de la Battaglia Santangelo, quedó inacabada: de hecho 1797|, en 1797 surgió un conflicto entre los benedictinos y la empresa que suministraba piedra al convento para la finalización de la fachada. Confiscada por el gobierno unitario en 1866, la fachada quedó inacabada.
Desacralizada durante la última guerra mundial y dañada por los bombardeos, posteriormente reconsagrada y devuelta a los benedictinos en 1989, la iglesia ha sido objeto de numerosas campañas de restauración y de consolidación, incluida la restauración de la cúpula que comenzó en 1999 y concluyó después de un largo período de estancamiento sólo en 2012, pero todavía se encuentra en un estado de degradación.

## Descripción
Las referencias a la basílica vaticana son bien reconocibles: en los pilares que sostienen las naves con las pilastras corintias y las cornisas elevadas plásticamente; en las ventanas, que recuerdan a motivos puramente romanos; finalmente, especialmente en planta de cruz latina de tres naves, con crucero y cúpula en la intersección de los brazos, con capillas laterales y en los ábsides del crucero y coro elevado de gran profundidad para acoger la sillería de los monjes. Las naves divididas por grandes arcos, con todas las bóvedas colocadas a la misma altura, con la luz intensa y difusa, procedente de los altos ventanales, en los laterales y en la fachada, y acentuada aún más por la alta cúpula, permite abrazar toda la superficie de la iglesia hasta el altar mayor, con sólo las capillas laterales un poco más en sombra, para sugerir mayor espacialidad y monumentalidad. 
Dando mayor luminosidad a la zona del altar se encuentra la grandiosa cúpula de Ittar, una imponente estructura que domina la ciudad y que tiene 62 metros de altura en su interior.
Desde el lado izquierdo del crucero se accede a la sacristía, obra de Francesco Battaglia, y al Santuario de los Caídos, creado en algunas estancias detrás del ábside principal y bajo algunas aulas del monasterio. El santuario alberga las placas en memoria de los caídos de la Primera Guerra Mundial y está adornado con frescos de Alessandro Abate, muy degradados por la humedad, mientras que la sacristía, con sillería de madera del siglo XVIII y frescos de Giovan Battista Piparo, comunica con el Claustro oriental del que toma luz.
Todas las capillas laterales están revestidas de fino mármol y, de hecho, fueron cuidadas con especial atención por los monjes y abades del convento, que no sólo trajeron mármol de toda Italia, sino que también recurrieron a pintores para los retablos no sicilianos, o en todo caso activos en Roma: Bernardino Nocchi (1741-1812) y Stefano Tofanelli (1752-1812), ambos de Lucca, Vincenzo Camuccini (1771-1844), romano, Mariano Rossi, Originario de Sciacca pero de educación napolitana y romana, Ferdinando Boudard (1760-1825), de Parma. 

### Fachada
La fachada de la Piazza Dante se inició a partir de un diseño de Carmelo Battaglia Santangelo, sobrino y alumno de Francesco Battaglia, que había ganado el concurso convocado por el monasterio en 1775. El proyecto, un híbrido entre el barroco tardío siciliano y el neoclasicismo más lineal que encontró un consenso cada vez más generalizado incluso entre la élite de la isla, parece bastante frío, con las ocho poderosas columnas libres que marcan la fachada, los tres grandes portales con ventanas con balaustradas arriba y el tímpano central, todo ello elaborado en una escala grandiosa que no tiene igual en la ciudad y que se adapta a las dimensiones igualmente grandiosas de la propia iglesia. Debido a los problemas técnicos que supuso la construcción y a la precaria situación financiera de los monjes, que preferían hacer más cómodas y suntuosas las habitaciones del monasterio y la vida que allí llevaban, que su iglesia, la fachada sólo se levantó parcialmente. quedando las columnas en el medio y todo sin el entablamento de coronación con frontón en el centro, previsto en el proyecto. En 1796, el arquitecto firma la ventana central, pero en ese momento se interrumpen definitivamente las obras.

## Interno
El edificio tiene planta de cruz latina, un espacio dividido en tres naves por potentes pilares, una bóveda de crucería rematada por una esbelta cúpula. El interior alberga obras ciclópeas que parecen diminutas en la inmensidad de los espacios e inmersas en la blancura del yeso. La creación de los artefactos de las capillas revela una profusión de materiales nobles que van desde el libeccio de Trapani, el alabastro de Cotognino, el alabastro de Fiumicino, el alabastro de Roma, el alabastro calizo de Malta, el alabastro calizo de Palermo, el amarillo de Siena, el verde de Calabria., mármol de Tesálica, blanco de Carrara, mármol de Taormina, mármol Billiemi, verde antiguo, jaspe negro paragone, bardiglio de Génova, rojo de Francia, fundación de brullia de Francia, morgatello de España, amarillo de Castronuovo de Sicilia, piedras de varios colores de Taormina, mármol Portasanta, Saravezza de Génova, Pinsevera de Génova, mármol negro de Portovenere. Además de los famosos arquitectos y plateros, para embellecer el templo fueron llamados los pintores más famosos del barroco romano y movimientos similares.
El abad Filippo Hernandez de Caltagirone frecuentaba las capillas de San Benedetto, San Giuseppe, San Placido, Sant'Agata, San Nicola y della Vergine Maria, es decir, las salas cercanas al crucero. El abad Giovanni Andrea Paternò Castello, algunas décadas más tarde, fue el promotor de las capillas de San Giovanni Battista, Sant'Euplio, Sant'Andrea y San Gregorio, es decir, las salas cercanas a la entrada.

### Nave derecha
- Primer tramo: Capilla de San Gregorio.[9] Vincenzo Camuccini, autor del cuadro que representa a San Gregorio, envía a San Agustín a Inglaterra para convertir a ese pueblo.
- Segundo tramo: Capilla de San Juan Bautista Decapitación del Bautista pintada por Stefano Tofanelli.
- Tercer tramo: Capilla de San Giuseppe.[9] Mariano Rossi, autor del cuadro que representa a San José[10] y de la Institución de la Orden Benedictina, ambos cuadros realizados en 1786, el segundo actualmente conservado en la Pinacoteca del Castillo Ursino. En el frontal se encuentra el bajorrelieve que representa la Huida a Egipto.

### Nave izquierda
- Primer tramo: Capilla de Sant'Andrea. Ferdinand Boudard, autor del lienzo que representa el Martirio de San Andrés.
- Segundo tramo: Capilla de Sant'Euplio.[9] Calvisiano juzga al diácono Euplio, cuadro de Bernardino Nocchi hacia 1802.
- Tercer tramo: Capilla de Sant'Agata.[9] Martirio de Santa Águeda de Mariano Rossi de 1786, cuadro actualmente conservado en la Pinacoteca del Castillo Ursino.

### Crucero
- Ábside derecho: Capilla del Santísimo Crucifijo.
  - Cuarto tramo: Capilla de San Plácido. Plácido Campolo autor del cuadro que representa el Martirio de San Plácido y Santa Flavia.
    - Brazo derecho del crucero: Capilla de San Nicolò.[9] El medio ambiente resultó gravemente dañado por los bombardeos de la Segunda Guerra Mundial. Monumental artefacto cóncavo caracterizado por columnas y pilastras rematadas por un tímpano triangular, las alegorías de la Justicia y la Caridad están documentadas en los cimacios. En el quiosco se encuentra el cuadro que representa a San Nicolás bendiciendo, obra de Niccolò Lapiccola. En los laterales están documentadas las pinturas de Giuseppe Cades y Stefano Tofanelli que representan a San Nicolás disgustado por la elevación a arzobispo de Myra y la Liberación del esclavo respectivamente.[11]
- Ábside izquierdo: Capilla del Santísimo Sacramento.
  - Cuarto tramo: Capilla de la Natividad.[9] Cuadro de la Natividad de Jesús de Stefano Tofanelli.
    - Brazo del crucero izquierdo: Capilla de San Benedetto da Norcia.  Entorno creado en dos etapas entre 1780 y 1790 por iniciativa del abad Filippo Hernández de Caltagirone.[9] Monumental artefacto cóncavo caracterizado por columnas gemelas coronadas por un tímpano triangular, sobre los cimacios se encuentran las alegorías de la Fama y la Penitencia. En el edículo se encuentra el cuadro que representa la Presentación a San Benedetto de los discípulos Plácido y Mauro, realizado en 1789, obra de Antonio Cavallucci.[12] En los paneles laterales se encuentran San Benedetto en el desierto de Antonio Cavallucci[12] y San Germano y San Benedetto de Niccolò Lapiccola .  Mesa, alzado e incrustaciones de libeccio de Trapani, alabastro de Cotognino, amarillo de Siena, verde de Calabria y mármol de Tesalia, enriquecidos con altos relieves de mármol blanco de Carrara que representan temas y atributos simbólicos relacionados con el patriarca: el Libro de la Regla, la mitra, el bastón de la abadía, las varas floridas unidas por el panisellus, dos pares de palmas cruzadas, símbolo cristiano de la inmortalidad del alma.

### Altar mayor

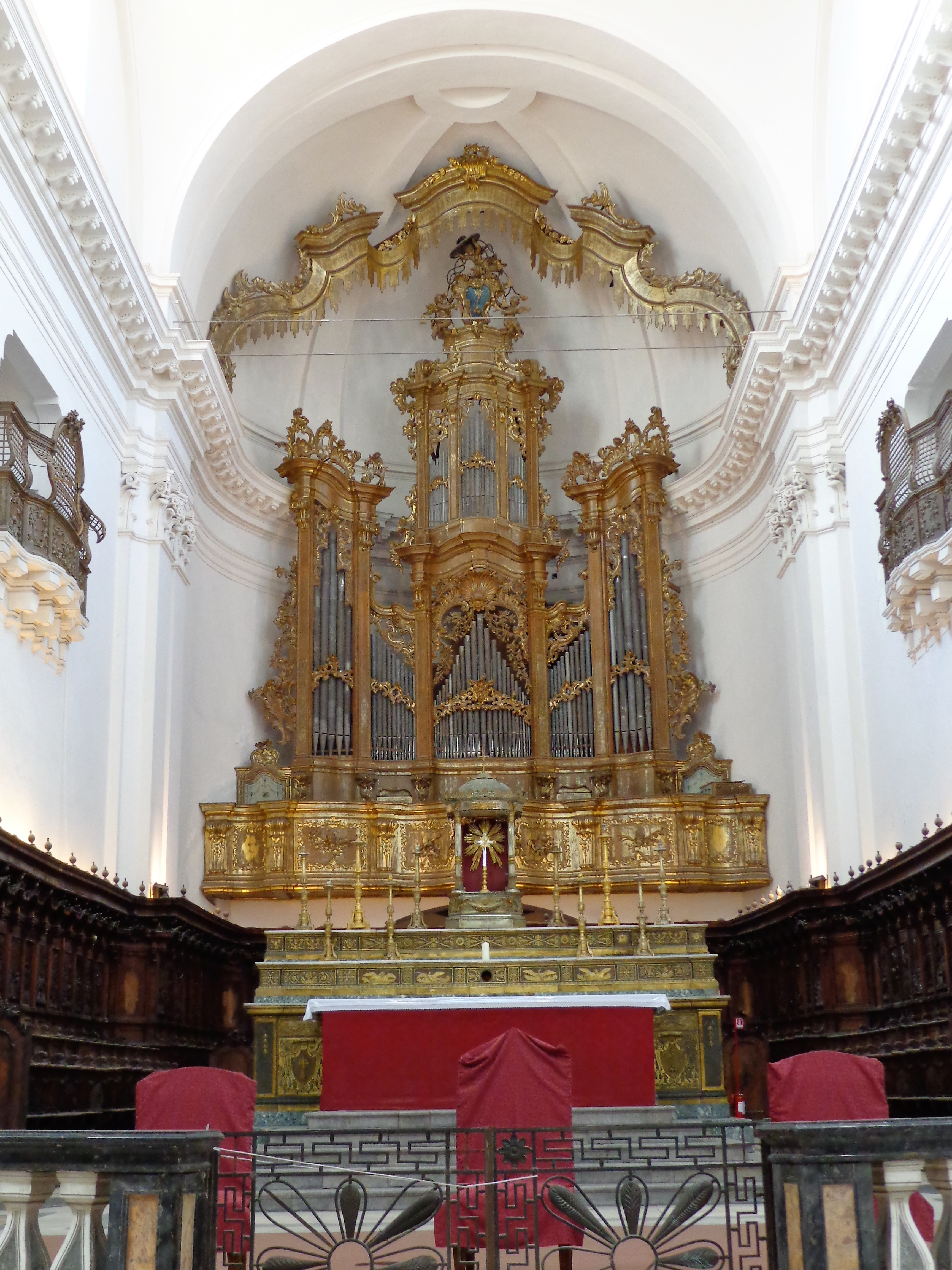
Altar mayor y órgano de Donato del Piano.

La base del grandioso altar versus ábside forma, con la figura del órgano, el coro y el palio articulado de madera, un espectacular telón de fondo escénico. El objeto cubierto de piedras semipreciosas tiene numerosas inserciones de metal patinado en oro o plata, creadas por el orfebre romano Vincenzo Belli. 
En los alzados laterales se reproducen los escudos de la Congregación Cassinese y la insignia de la abadía del monasterio. Entre ángeles, columnas, marcos de hojas de acanto, molduras y arabescos destacan los símbolos de los evangelistas. En el último escalón del centro se encuentra un pequeño tabernáculo del templo coronado por una pequeña cúpula. 
A lo largo de las paredes del lavabo se encuentra el coro de nogal compuesto por 97 sillería, obra de Nicolò Bagnasco y Francesco Regio. La sillería superior presenta altos relieves de escenas tomadas del Evangelio, en los alzados laterales las representaciones de San Gregorio Magno y San Nicolò. En los paneles centrales la figura de San Benedetto da Norcia rodeado por los discípulos San Plácido y San Mauro.  El coro del monasterio y la sala capitular están modelados en el mismo estilo.

## Sacristía
Pietro Novelli es el autor del cuadro que representa a Tobías y al Ángel respectivamente, de Mariano Rossi, Institución de las Órdenes Benedictinas. En las bóvedas destaca la Asunción de la Virgen María, fresco de Giovanni Battista Piparo.
El presbiterio y la zona del ábside albergan el gran altar, la sillería del coro de madera esculpida por Nicolò Bagnasco de Palermo  y el gran órgano de Donato Del Piano. Del Piano trabajó durante doce años en este enorme instrumento con 2.378 tubos de madera y aleación de estaño, seis fuelles, cinco teclados y setenta y dos registros, que podía reproducir cualquier instrumento musical y ser tocado simultáneamente por tres organistas. Permaneciendo en funcionamiento hasta las primeras décadas del siglo XX, el órgano pasó luego por un período de abandono total, agravado aún más por los bombardeos aliados de 1943, que dañaron la iglesia. No fue hasta 1998 que, mediante decreto ministerial, se asignaron los fondos necesarios para la restauración, realizada por la empresa constructora de órganos Mascioni y que duró hasta 2004.

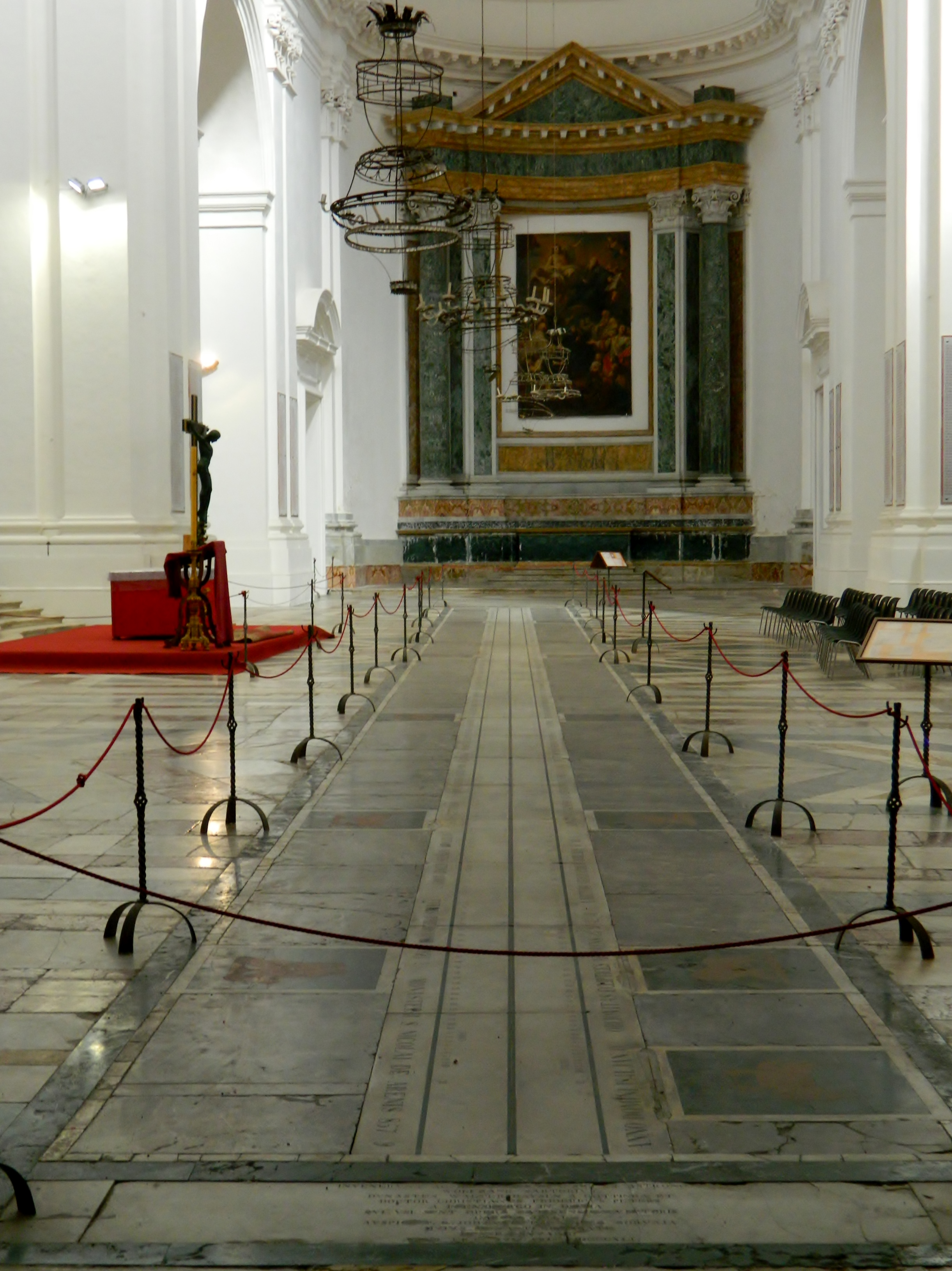
Iglesia de San Nicolò l'Arena, El reloj de sol, Wolfgang Sartorius von Waltershausen (1839).

En el crucero se encuentra el gran reloj de sol que dos famosos astrónomos, el alemán Wolfgang Sartorius von Waltershausen y el danés Christian Peters, trazaron en el suelo a partir de 1839. En realidad, durante mucho tiempo se pensó en equipar la iglesia con un reloj de sol, pero los proyectos anteriores patrocinados por varios abades no llegaron a buen término y sólo con el abad Giovan Francesco Corvaja se construyó el reloj de sol. Grandes fueron los elogios que recibió esta obra al finalizarla en 1841, tanto por sus dimensiones como por el valor de los materiales y acabados, pero sobre todo por la precisión y audacia de los cálculos; de hecho se dijo que "dividió el segundo". El gnomon, es decir el agujero realizado en la bóveda del crucero, se sitúa a 23 metros, 91 centímetros y 7 milímetros de altura, mientras que sobre la banda de mármol, cuyo recorrido se extiende por aproximadamente 40 metros entre las dos capillas de San Benedetto da Norcia. y San Nicolás de Bari en ambos extremos del crucero, están marcadas las horas, días y meses, así como los signos del zodíaco y diversas inscripciones que aportan información sobre la obra, sobre sus creadores, sobre la correcta interpretación de todos los datos, sobre las relaciones entre las distintas unidades de medida utilizadas en ese momento.
La lista de lugares que albergan instalaciones de relojes de sol con cámara oscura en Sicilia: la catedral de María Santísima Anunciada de Acireale, la Real Escuela Técnica de Caltanissetta, la iglesia de los Santos Apóstoles Pedro y Pablo de Castiglione di Sicilia, la catedral de Santa María Asunta de Castroreale, la iglesia de San Nicolò l'Arena de Catania, la catedral basílica protometropolitana de la Santísima Virgen María de la Asunción de Mesina, la catedral de San Giorgio de Módica, la catedral metropolitana de la Santísima Virgen María de la Asunción de Palermo.

## Partes
- 13 y 14 de septiembre, Fiesta del Santo Clavo, rito y función documentados.

## Santuario militar italiano
Serie de ambientes muy deseados por la Asociación Provincial de las Familias de los Caídos de la Guerra. El santuario fue diseñado por el ingeniero Alessandro Vucetich.